# Menhir de l’Ormorice

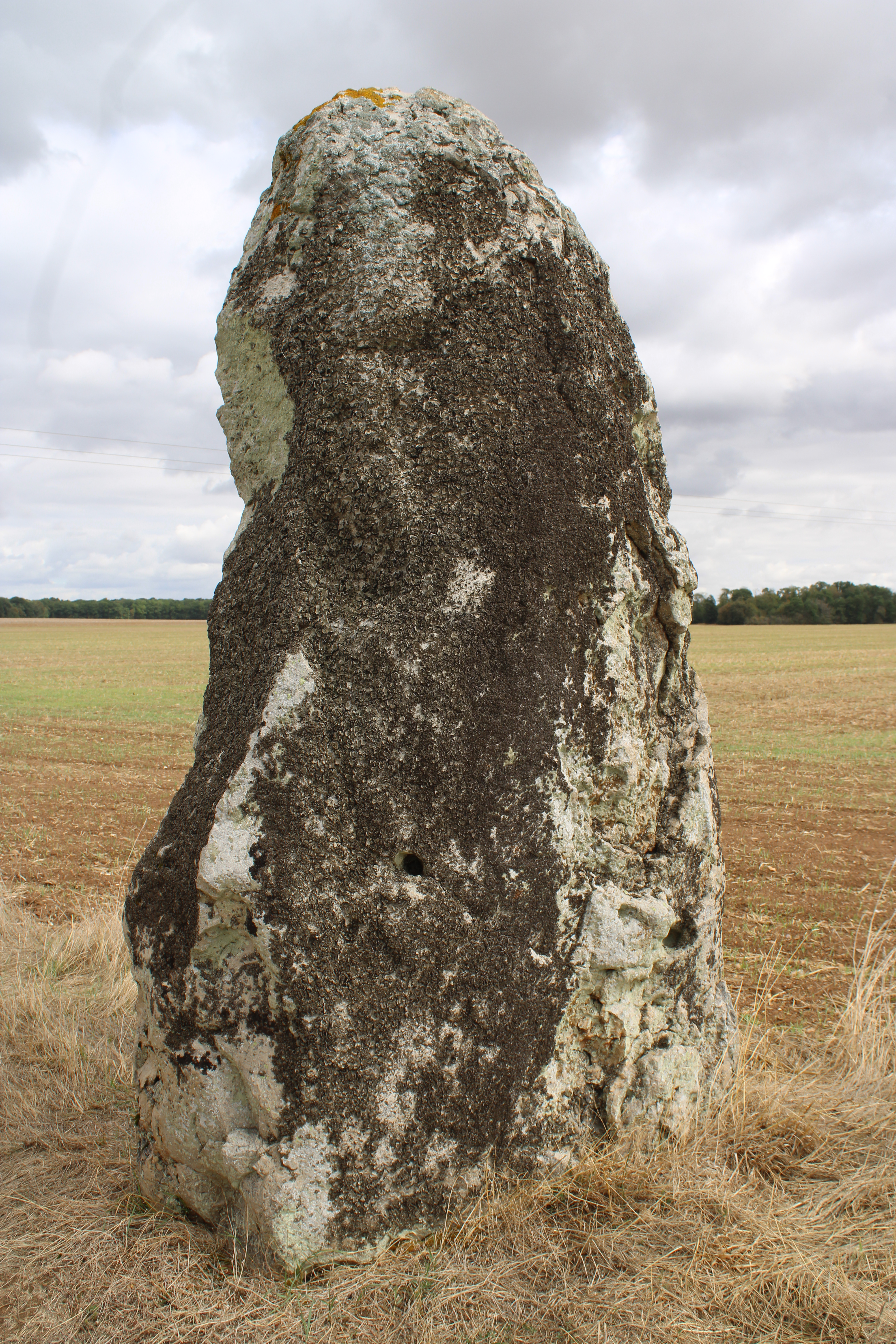
Menhir de l’Ormorice

Der 1966 erneut aufgerichtete Menhir de l’Ormorice steht etwas westlich von Montboissier und nördlich von Bonneval, bei Chartres im Département Eure-et-Loir in Frankreich.
Es ist ein Sandsteinmenhir mit einer Höhe von etwa 3,8 Metern und einem Gewicht von etwa 8,5 Tonnen, der in einem Feld etwa zehn Meter vom Hof l'Ormorice nach Norden zum Bois de l’Ile, in der Nähe der Loir und einer TGV-Eisenbahnlinie steht.
Die Bodenfreiheit an der Basis ließ erkennen, dass er ursprünglich nur etwa 60 Zentimeter tief in der Erde stand und mit Steinen verkeilt war. Das Denkmal wurde in seiner ursprünglichen Ausrichtung auf eine mit Erde bedeckte Zementbasis gesetzt.
Der Dolmen Pierre de Villebon (auch Pierre de Beaumont genannt) bei Trizay-lès-Bonneval und der Fels Rocher du diable bei Condat-lès-Montboissier liegen in der Nähe.